# Déclaration d'Arusha
La Déclaration d’Arusha est un discours prononcé le 5 février 1967 par Julius Nyerere, alors président de la Tanzanie : cette déclaration fixe les objectifs du TANU, le parti au pouvoir en Tanzanie, et définit les grandes lignes de l’Ujamaa, c’est-à-dire l’idée que se faisait Nyerere du socialisme pour développer l’économie du pays. La déclaration appelle à développer l’économie à travers un socialisme africain et la mise en place d’une administration de village via un programme de villagisation.

## Histoire

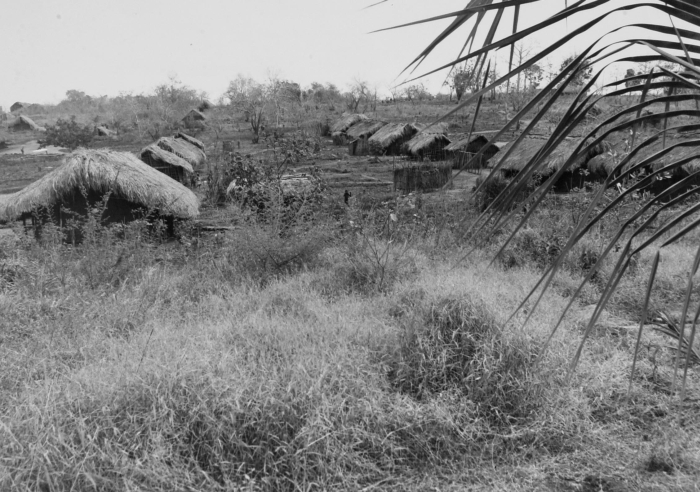
Hondogo, village Ujamaa (« famille élargie », en swahili), issu du programme d’Arusha, en 1976.

Le programme de villagisation, introduit de 1973 à 1976, entendait transformer le mode d’habitat rural en rassemblant la population, qui vivait alors de manière très dispersée, en des villages suffisamment grands pour permettre le développement de services administratifs efficaces. Les nouveaux villages étaient également censés fournir la base d’un système de production socialiste.
Lorsqu’il s’agit d’évaluer la « vision d’Arusha », l’interprétation du degré de cohérence entre l’intention et ce qui a effectivement été mis en œuvre pèse un poids non négligeable. En particulier, la période précédant 1972 vit l’introduction de nombreuses politiques incohérentes avec la déclaration d’Arusha. La stratégie industrielle de base s’écartait largement de la priorité que la déclaration donnait au développement rural; l’économie devint de plus en plus centralisée et la volonté d’atteindre rapidement certains buts politiques conduisit à négliger certains points capitaux de la déclaration. L’économie devint de plus en plus centralisée. La volonté d’achever le processus de villagisation en deux ans, l’abolition des coopératives et des gouvernements locaux ainsi que l’engagement de généraliser la scolarisation au niveau primaire dans les deux ans reflètent l’impatience d’atteindre rapidement certains buts politiques au détriment du principe de développement décentralisé ancré dans la déclaration. 
Politiquement et socialement, la déclaration d’Arusha s’avéra très impopulaire. En 1974, l’opération Dodoma fit appel à l’Armée pour forcer la collectivisation de l’agriculture. La collectivisation cessa l’année suivante, après le meurtre d’un commissaire régional chargé de mettre en œuvre le processus, ce qui provoqua également la caducité de la déclaration. La Tanzanie en ressortit endettée à la suite de la perte de confiance qu’elle subit auprès des bailleurs de fonds internationaux.